# 鈴木直義 (情報学者)
鈴木 直義（すずき なおよし、1948年 - ）は、日本の教育者、情報学者（情報教育・遠隔教育・教育工学・地域組織情報化・情報通信ネットワーク技術・代数学・可換環論）。学位は理学博士（東京都立大学 (1949-2011)・1986年）。静岡県立大学名誉教授、特定非営利活動法人支援技術開発機構理事。
埼玉県立川越工業高等学校講師、静岡薬科大学講師、静岡県立大学国際関係学部助教授、静岡県立大学経営情報学部教授、静岡県立大学経営情報学部学部長（第10代）、特定非営利活動法人ふじのくに情報ネットワーク機構理事などを歴任した。

## 来歴

### 生い立ち
1948年、茨城県にて生まれた。埼玉大学に進学し、理工学部の数学科にて学んだ。1971年3月に同大学を卒業すると、東京都立大学 (1949-2011)の大学院に進み、理学研究科にて学んだ。1976年9月、同研究科の博士課程を単位取得満期退学する。なお、後年、東京都立大学より理学博士の学位を授与されている。

### 研究者として

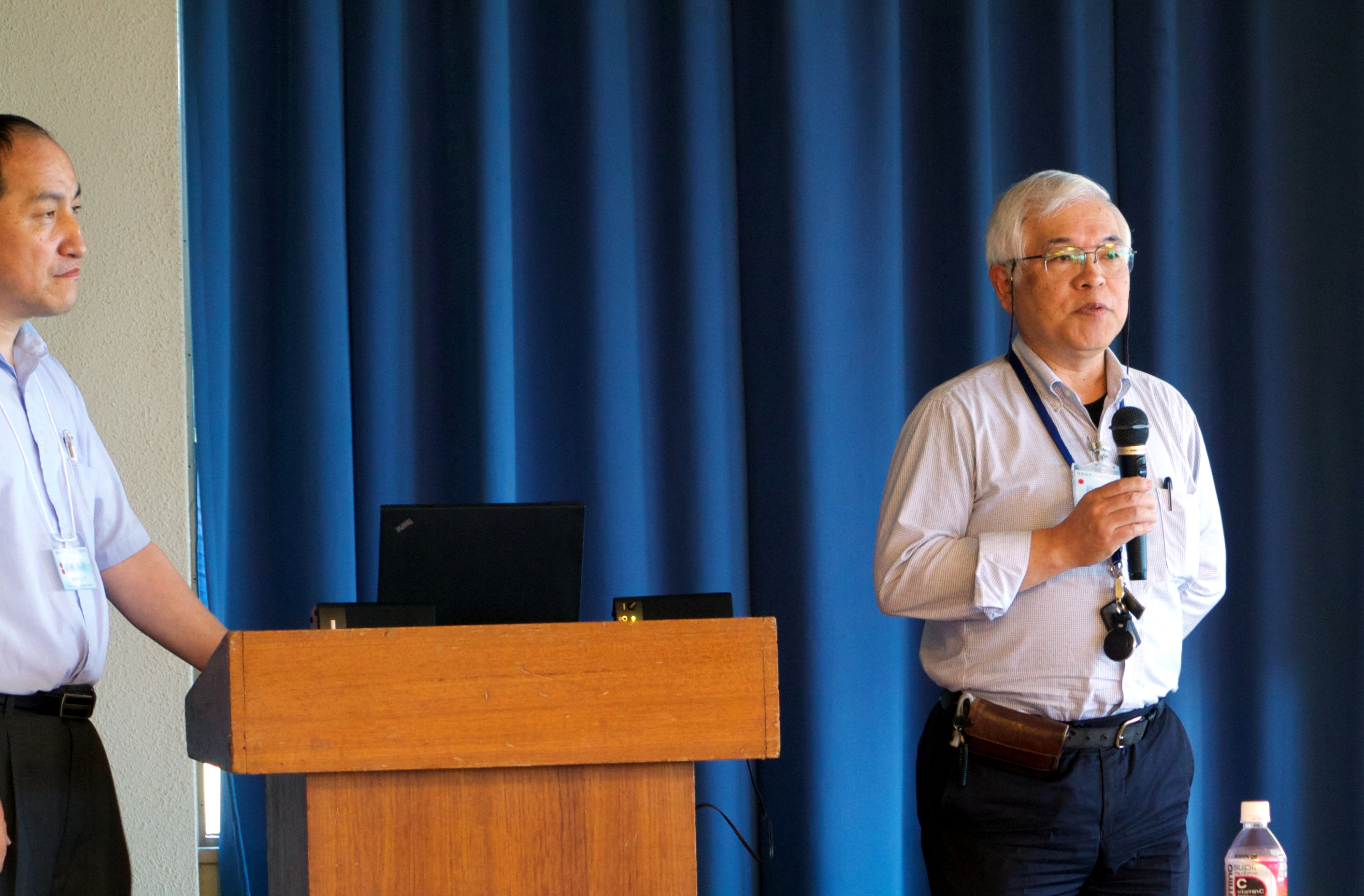
2012年8月22日、情報教育シンポジウムにて静岡県立大学経営情報学部准教授湯瀬裕昭（左）と

大学院を単位取得満期退学してからは、1976年9月より埼玉県立川越工業高等学校に勤務し、常勤の講師として教鞭を執った。しかし、翌年4月に静岡薬科大学に転じ、同大学の講師を務めた。1987年4月、静岡薬科大学と静岡女子大学と静岡女子短期大学の統合にともない、新たに静岡県立大学が発足することとなった。その際に、静岡県立大学の国際関係学部に所属することとなり、同学部の助教授に就任した。同学部では国際関係学科の講義を担当した。また、1991年4月からは、静岡県立大学の大学院にて国際関係学研究科の助教授も兼務することとなり、国際関係学専攻の講義を担当した。1996年4月、静岡県立大学の国際関係学部から経営情報学部に転じるとともに、教授に就任した。同学部では経営情報学科の講義を担当した。また、1998年4月からは、静岡県立大学の大学院にて経営情報学研究科の教授を兼務した。同研究科では経営情報学専攻の講義を担当した。2010年4月、小山秀夫の後任として、静岡県立大学経営情報学部の学部長に就任した。2011年4月、静岡県立大学の大学院にて、新たに経営情報イノベーション研究科が設置された。それにともない、経営情報イノベーション研究科の教授も兼務することとなった。同研究科では経営情報イノベーション専攻の講義を担当した。2013年3月31日、静岡県立大学を退職した。同年4月1日、静岡県立大学より名誉教授の称号を贈られた。2014年4月1日、3年間の任期で静岡県立大学の客員教授に就任した。

## 研究

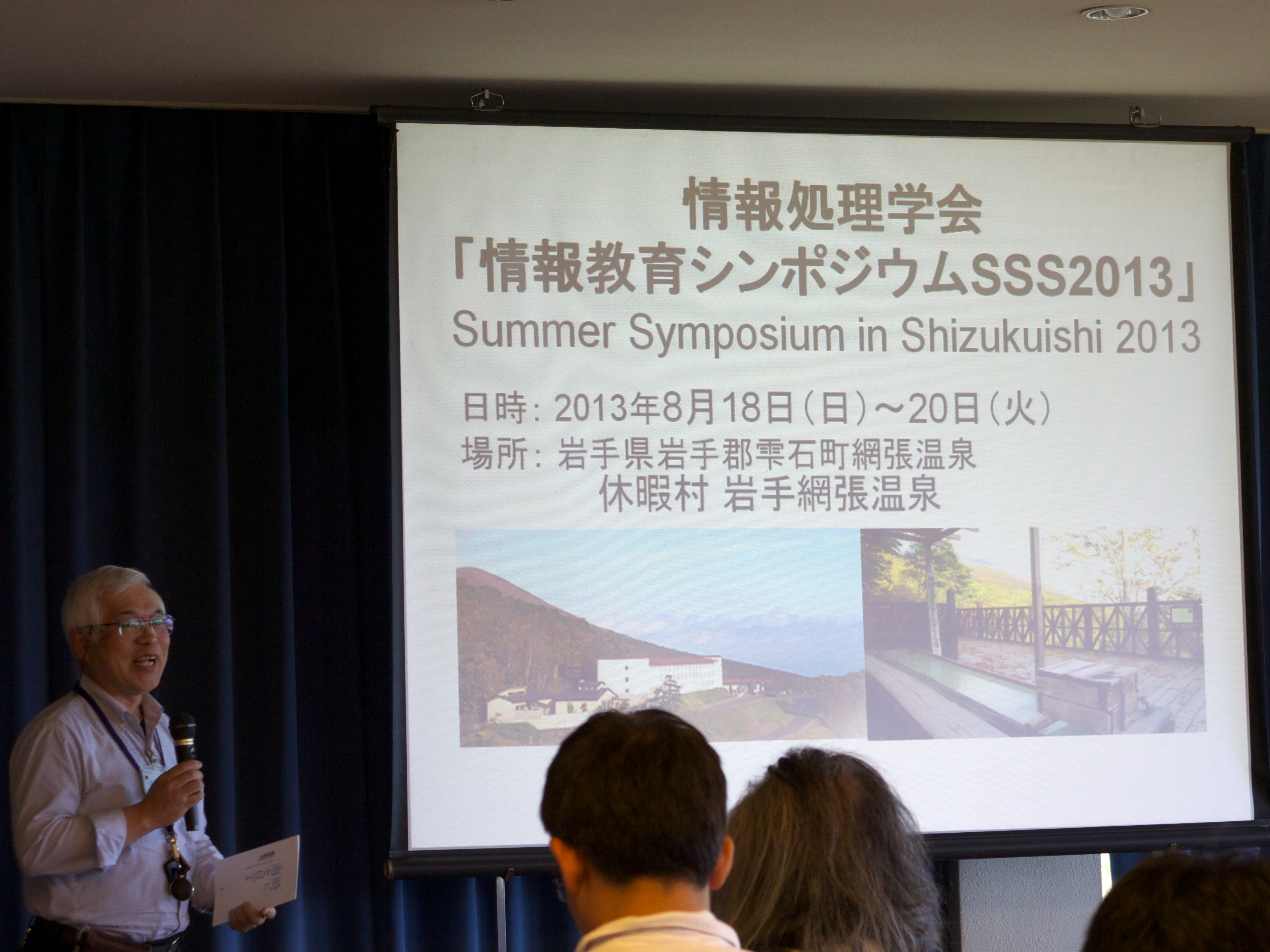
2012年8月22日、情報教育シンポジウムにて大会委員長として次回開催地を発表

専門は情報学や数学など多岐にわたっており、地域・組織情報化や情報通信ネットワーク技術など情報学に纏わる分野をはじめ、情報教育や遠隔教育をはじめとする教育工学に関連する分野、可換環論など代数学に関連する分野、などが挙げられる。具体的には、Japan Gigabit Networkを応用した技術の開発研究や、聴覚障害者のための社会復帰訓練ソフトウェアの開発研究に取り組んだ。また、プロジェクト指向教育、eラーニング、ネットワーク技術者育成技法など情報教育についての研究や、地方公共団体の情報化の取り組みに関する研究も手掛けた。Japan Gigabit Networkを高機能化したJGN2plusを活用して災害情報ネットワークを構築するプロジェクトに携わり、情報通信研究機構よりJGN2plusアワード社会基盤貢献賞を授与された。
学会としては、電子情報通信学会、日本数学会、日本リハビリテーション工学協会、コンピュータ利用教育協議会、社会・経済システム学会、情報処理学会などに所属し、2012年に開催された情報処理学会の情報教育シンポジウムでは大会委員長を務めた。

## 人物
大学における教員としての活動だけではなく、市民団体における役員としても活動している。具体的には、支援技術開発機構やふじのくに情報ネットワーク機構といった特定非営利活動法人において、理事に就任している。

## 略歴
- 1948年 - 茨城県にて誕生。
- 1971年 - 埼玉大学理工学部卒業。
- 1976年 - 東京都立大学 (1949-2011)大学院理学研究科博士課程単位取得満期退学。
- 1976年 - 埼玉県立川越工業高等学校講師。
- 1977年 - 静岡薬科大学講師。
- 1987年 - 静岡県立大学国際関係学部助教授。
- 1991年 - 静岡県立大学大学院国際関係学研究科助教授。
- 1996年 - 静岡県立大学経営情報学部教授。
- 1998年 - 静岡県立大学大学院経営情報学研究科教授。
- 2010年 - 静岡県立大学経営情報学部学部長。
- 2011年 - 静岡県立大学大学院経営情報イノベーション研究科教授。
- 2013年 - 静岡県立大学名誉教授。
- 2014年 - 静岡県立大学経営情報学部客員教授。

## 賞歴
- 2011年 - JGN2plusアワード社会基盤貢献賞。

## 著作

### 共著
- 静岡県立大学経営情報研究会編『Windows98で学ぶ情報リテラシ』開成出版、1998年。ISBN 4876031924
- 湯瀬裕昭・渡部和雄編著、鈴木直義ほか著『ネットワーク社会の情報リテラシ――Windows XP、Office XPからインターネット、Linuxまで』共立出版、2002年。ISBN 4320120477
- 小林健一郎ほか著『教養情報科学概論――ユビキタス時代の情報活用』共立出版、2004年。ISBN 4320121147
- 湯瀬裕昭・渡部和雄編著、鈴木直義・渡邉貴之・小林みどりほか著『大学必修情報リテラシ――Windows Vista、Office 2007、Active! mail対応』共立出版、2009年。ISBN 9784320122284